# Neofilchneria erberi
Neofilchneria erberi is een steenvlieg uit de familie Perlodidae. De wetenschappelijke naam van de soort is voor het eerst geldig gepubliceerd in 1980 door Zwick.